# 凤泉区
凤泉区是中华人民共和国河南省新乡市的一个市辖区。面积115平方公里，总人口約15万人。区人民政府驻区府路。
區境內有魯堡龍山文化、何屯仰韶文化、牧野大戰等古文化遺址；現存全國最大的藩王陵墓—潞王陵，已被列入世界文化遺產預備名錄。

## 历史沿革
1982年4月，设立新乡市北站区，新乡市红旗区北站办事处、北站人民公社划归北站区管辖。2004年1月，新乡市北站区更名为凤泉区。

### 区名由来
凤泉区名中的“凤”字取自区境内的凤凰山，“泉”字取自境内的愚公泉。

## 行政区划
凤泉区下辖2个街道办事处、2个镇、1个乡：
宝西街道、宝东街道、大块镇、耿黄镇和潞王坟乡。

## 人口
根據第七次人口普查數據，截至2020年11月1日零時，鳳泉區常住人口148168人。

## 交通
- 京广铁路：新乡北站